# Западная провинция (Кения)
Западная (англ. Western Province, суахили Mkoa wa Magharibi) — одна из восьми бывших провинций Кении, находится на западе страны, граничит с Угандой.
В 2009 году население провинции составляло 4 334 282 человека, проживавших на площади 8309 км².

## География
В округе Бунгома находится вторая по высоте гора Кении — гора Элгон (англ. Mount Elgon, 4321 м). В Западной провинции также располагается лесной заповедник Какамега.
Самая низкая точка провинции — город Бусиа (округ Бусиа) на берегу озера Виктория.

## Климат
Климат провинции тропический, с некоторыми изменениями из-за высокого расположения над уровнем моря. По всей провинции сильные дожди идут на протяжении всего года.

## Население
Провинция населена в основном этнической группой лухья. В этой провинции широко распространено квакерство.
Наиболее крупные города — Бунгома, Бусиа, Бутере, Вебуйе, Вихига, Какамега, Мбале, Мумиас, Сиая.

## Административное деление
До 2007 года Западная провинция была разделена на 8 округа (вилайета):
| № | Округа              | Административный центр | Население, чел. (2009 г.) |
| - | ------------------- | ---------------------- | ------------------------- |
| 1 | Бунгома (Bungoma)   | Бунгома                | 1 375 063                 |
| 2 | Бусиа (Busia)       | Бусиа                  | 743 946                   |
| 3 | Какамега (Kakamega) | Какамега               | 1 660 651                 |
| 4 | Вихига (Vihiga)     | Вихига                 | 554 622                   |